# Riberos de la Cueza
Riberos de la Cueza es un municipio y localidad de Tierra de Campos en la provincia de Palencia, comunidad autónoma de Castilla y León, España.

## Geografía
Riberos de la Cueza está situada a 38,6 km de Palencia y a 4,6 km de Cervatos de la Cueza. La principal vía de comunicación es la carretera provincial P-963.
Por el término transcurre el río Cueza, cuyo cauce se reformó en 1992 con la concentración parcelaria de “Valle de la Cueza” actualmente en fase finalizada y acuerdo publicado el 1 de enero de 1998.
Un tramo de la cañada real leonesa pasa por el norte del municipio.

## Geografía humana

### Demografía
Cuenta con una población de 54 habitantes (INE 2024).

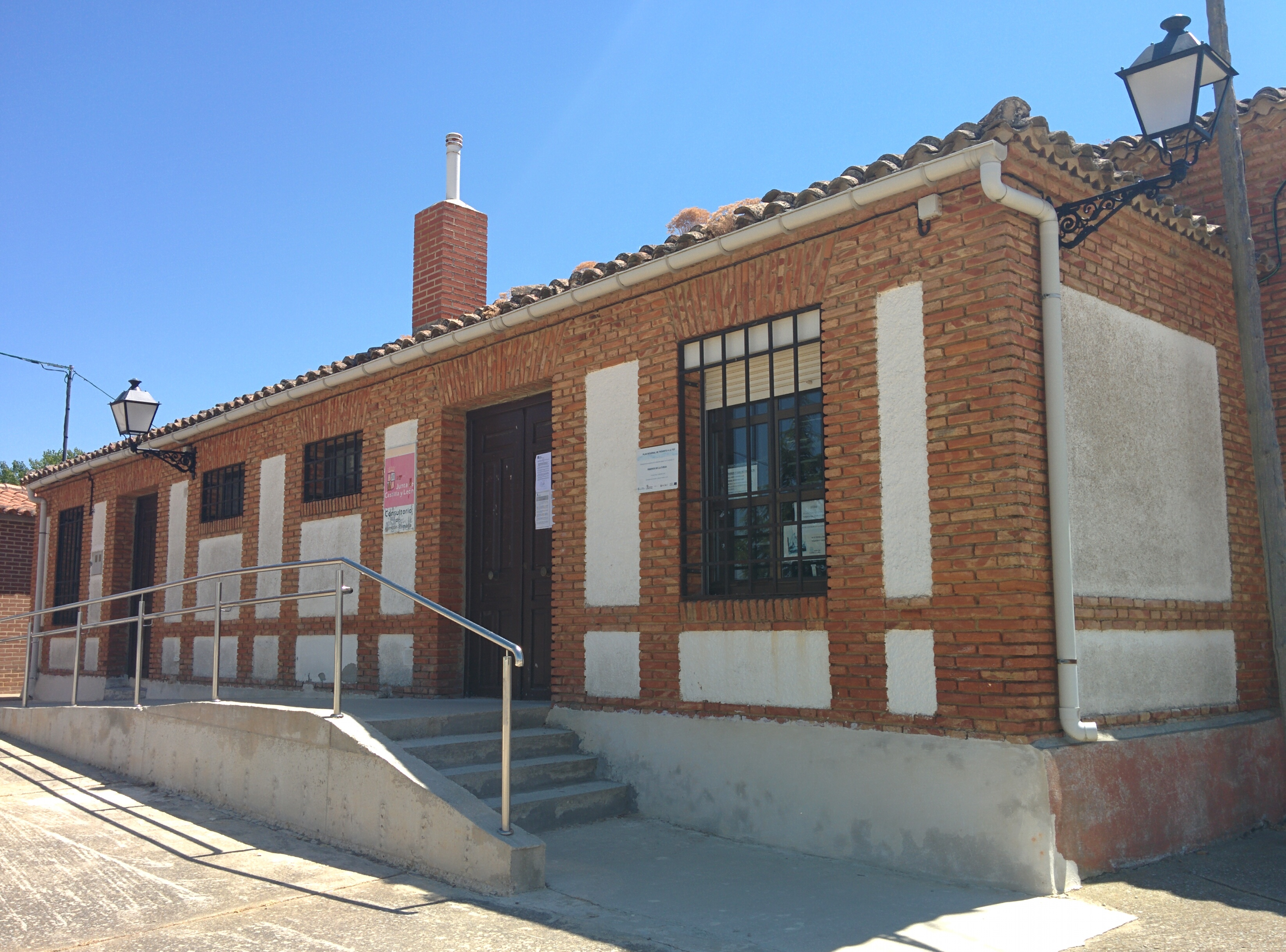
Casa consistorial y consultorio médico

| Gráfica de evolución demográfica de Riberos de la Cueza entre 1842 y 2021                                             |
| |
| Población de derecho según los censos de población del INE. Población de hecho según los censos de población del INE. |

| 1900 | 1910 | 1920 | 1930 | 1940 | 1950 | 1960 | 1970 | 1981 | 1991 |
| 307  | 286  | 259  | 313  | 352  | 311  | 289  | 177  | 110  | 74   |

### Economía
Población dedicada fundamentalmente a la agricultura extensiva de secano, y a la ganadería de ovino.

## Monumentos y lugares de interés
Iglesia parroquial barroca de Santa María, cuyas fiestas patronales se celebran el 8 y 9 de septiembre. La planta de la iglesia se compone de tres naves, y la cubierta está formada por bóvedas de aristas enmascaradas de yeserías. Dentro de ella destacan los retablos barrocos de los siglos XVII y XVIII, y el “Bendito Cristo de la Salud” que goza de una gran devoción en la localidad.
En el siglo XIV, existía otra iglesia dedicada a San Salvador, hoy desaparecida.